# Selenomonas flueggei
Selenomonas flueggei è una specie di batterio appartenente alla famiglia delle Acidaminococcaceae.